# لجام (تشريح)
اللِّجَام أو اللُّجَيم (أو لجام، يجمع على: ألجمة أو لجامات) طية صغيرة من الأنسجة التي تحمي أو تقيد حركة أي عضو متحرك في الجسم.

## في علم التشريح البشري
هناك العديد من أمثلة اللجام في جسم الإنسان في الفم والبعض في الجهاز الهضمي والبعض الآخر متصل بـالأعضاء الجنسية.
- النسيج الفموي: يتضمن لجام الفم اللجام اللساني تحت اللسان، ولجام الشفة السفلية داخل الشفة العليا، ولجام الشفة السفلية داخل الشفة السفلى، ولجام الشدق الذي يربط الخدين باللثة. وهذه الألجمة يمكن تمزيقها عن طريق الضرب العنيف في الوجه أو الفم، ومن ثم فإن اللجام الممزق يكون في بعض الأحيان علامة تحذير على الاعتداء الجسدي.
- نسيج الفرج: يشتمل اللجام التناسلي في الإناث على  لجام البظر في البظر ولجام الشفر الفرجي (والمعروف أيضًا باسم عويكشة) حيث يلتقي الشفران الصغيران في الظهر.
- النسيج القضيبي: غالبًا ما تستخدم كلمة لجام في حد ذاتها للجام قلفة القَضيب أو لجام قلفة القَضيب، وهو شريط مطاطي من الأنسجة تحت حشفة القضيب الذي يصل القلفة أو الغلفة بالغشاء المخاطي الربيعي، ويساعد في عقد القلفة على الحشفة.
- الدماغ: لجام الشراع
- الجهاز الهضمي: لجام الصمام اللفائفي الأعوري

قد يتطلب اللجام الشفهي القصير أو اللجام التناسلي إجراء جراحة بضع اللجام أو تجميل اللجام لتحقيق الحركة الطبيعية.

## في علم الحشرات
تشير كلمة لجام أيضًا إلى وجود الهُلب في جذور الجناح الخلفي لمعظم حشرات العث التي تشترك مع الخطاف الصغير في الجناح الأمامي (القيد)لربط الأجنحة معًا.